# Gnathopalystes ferox
Espèce
Gnathopalystes ferox est une espèce d'araignées aranéomorphes de la famille des Sparassidae.

## Distribution
Cette espèce est endémique du Vanuatu.

## Description
La carapace de la femelle holotype mesure 8,4 mm de long sur 7,1 mm et l'abdomen 12,7 mm de long sur 9 mm.

## Publication originale
- Rainbow, 1899 : Contribution to a knowledge of the araneidan fauna of Santa Cruz. Proceedings of the Linnean Society of New South Wales, vol. 24, p. 304-321 (texte intégral).